# Massali
Massali (en rus: Массали) és un poble de l'óblast d'Oriol, a Rússia, segons el cens del 2010 tenia 12 habitants, pertany al municipi de Suróvtsev.